# Tower of Fantasy
Tower of Fantasy ( Chino : 幻塔 ) es un juego de rol de acción de mundo abierto gratuito desarrollado por Hotta Studio, una subsidiaria de Perfect World, distribuida para China y Corea del Sur (como Perfect World Korea Co., Ltd.), mientras que Level Infinite se encargó de la distribución a nivel internacional.
El juego se basa en un planeta llamado "Aida", en dicho planeta, el  jugador interpreta a un vagabundo que explora el planeta de Aida y lucha contra criaturas y fuerzas hostiles a medida que avanzan en la historia. Combina caracterización sin etiquetas, captura de movimiento de calidad cinematográfica y televisiva, exploración del mundo de alta libertad y un estilo artístico de ciencia ficción con una variedad de escenas, elementos de rompecabezas interactivos y una sensación de combate rápido, para contar una historia postapocalíptica de rescate y destrucción.
Tower of Fantasy estaba previsto que se estrenara el 29 de octubre de 2020, pero luego se reprogramó para el 16 de diciembre de 2021 para los residentes de China para Android e iOS. El lanzamiento mundial, también conocido como versión global, se lanzó el 10 de agosto de 2022. Luego estuvo disponible en las plataformas Steam y Epic Games después del cuarto trimestre de 2022 y finalmente, estuvo disponible para jugar en las consolas de PlayStation 4 y PlayStation 5 el 8 de agosto de 2023.

## Gameplay
Tower of Fantasy es un juego de rol y de acción de "mundo compartido" que se juega con una vista en tercera persona. El jugador controla un avatar personalizable que interactúa con el mundo. El avatar puede moverse por el mundo corriendo, saltando, esprintando, escalando, y puede equipar vehículos para moverse rápidamente por el mundo. Los movimientos  del personaje, excepto correr, están limitados por una barra de estamina que se reduce mediante se usa un movimiento. A medida que el Avatar del jugador interactúa con el mundo y la historia, consigue experiencia con lo que puede subir de nivel a niveles superiores.
El jugador lucha contra enemigos con varias armas a través de un sistema de combate de hack and slash y el personaje del jugador cambia de armas para acceder a sus ataques y habilidades especiales. Se pueden equipar un total de 3 armas y se pueden cambiar en cualquier momento. Cada arma tiene un ataque básico y un ataque especial, y, al saltar al aire, puedes hacer ataques aéreos que consumen resistencia. Las armas a distancia tienen un ataque básico con auto-apuntado, y un modo de . Las armas también tienen una habilidad única basada para el tiempo de reutilización. A medida que el jugador ataca a enemigos, las armas inactivas se recargan y cuando están llenas, cambiar de armas lanza un ataque poderoso. Para esquivar ataques enemigos, el jugador puede esquivar a cualquier dirección, pero esquivar le quitará al jugador estamina. Sin embargo, cronometrar la esquiva justo antes de que aterrice un ataque enemigo activa el modo 'fantasía' que congela el tiempo y a todos los enemigos dentro de un radio determinado durante unos segundos, así como cargas completas de las armas alternativas del jugador, lo que le da al jugador una ventana de tiempo para infligir un daño masivo. mientras sus enemigos están inmovilizados.

## Argumento
En el año 2316, la humanidad descubrió el planeta habitable Aida y, debido a la escasez de recursos y a un colapso medioambiental en la tierra, una colonia a un viaje largo para establecer una colonia humana en el planeta. En el año 2653, se  descubre un cometa designado como Mara, cometa que tiene una gran reserva de una energía potente llamada Omnium. En un intento de capturar la energía del cometa Mara, se construyeron la Torres de Fantasía en todo el mundo, pero antes de completarla y por un error humano, la Torre de Fantasía ubicada en Aesperia sufre una falla catastrófica y como resultado, ocasionó una explosión de energía Omnium que irradió Aida y devastó la civilización del planeta, históricamente conocida como el Cataclismo. Debido a los graves efectos de la radiación, la vida en Aida cambió drásticamente y se formó la organización científica Hykros para permitir que la humanidad se adaptara y utilizara más Omnium.
Aunque parte de la humanidad sobrevive gracias a los "supresores" desarrollados para contrarrestar la radiación, la vida en el planeta muta gradualmente en formas de vida cada vez más agresivas y poderosas que representan una peligrosa amenaza para los sobrevivientes. Tras el Cataclismo, el orden social de Aida se vio alterado y surgieron organizaciones violentas, como las Hienas y los Devastadores, que atacaron y saquearon los recursos de otros asentamientos para sobrevivir. Una organización destacada que surgió tras el desastre son los Herederos de Aida, que actúan como una de las principales facciones antagónicas de la historia. Los Herederos de Aida creen que Omnium es la raíz de todos los problemas y se oponen firmemente a la ideología de Hykros y a su uso de Omnium, y harán cualquier cosa para detener a Hykros a toda costa.

## Personajes
Nómada
Seiyū: Hiro Shimono (hombre), Ayane Sakura (mujer)
Doblaje: Brandon Winckler (hombre, inglés), Kira Buckland (mujer, inglés)
Protagonista jugable del juego. Al comienzo del juego, el Nómada y su otro compañero se separaron después de ser atacados por monstruos mutados en las ruinas de una instalación, donde su supresor se quedó sin energía y se despertó en las cercanías del Refugio Astra.
Shirli / Némesis
Seiyū: Haruka Tomatsu
Doblaje: Suzie Yeung (inglés)
Una chica alegre, extrovertida y temeraria que aspiraba convertirse en alguien que pudiera resolver los problemas de los demás como su hermano Zeke. Después de sufrir una mutación como consecuencia de un ataque, Shirli fue transformada en el quinto Ángel de la Clemencia, bajo el nombre de "Némesis". Su recuperación ha sido un proceso largo y todavía queda un largo camino por recorrer mientras lidia con el trauma físico y mental que experimentó.
Zeke
Seiyū: Yūichi Nakamura
Doblaje: Johnny Young (inglés)
Líder del Refugio de Astra. Se considera responsable de proteger a quienes se encuentren a su alrededor. No suele demostrar emociones, pero sobreprotege a Shirli, su hermana menor y única pariente viva. Por lo general es tranquilo y templado, pero pierde la compostura cuando se trata de Shirli. 
Crow
Seiyū: Nobuhiko Okamoto
Doblaje: Casey Mongillo (inglés)
Antiguo ejecutor, ahora viaja por Asperia y se encuentra con muchas otras personas a lo largo de su viaje.
Frigg
Seiyū: Shizuka Itō
Doblaje: Antonia Flynn (inglés)
Un Ángel de la Clemencia y la mano derecha del Guía, a quien sigue incondicionalmente. Taciturna y directa, sostiene una filosofía y una perspectiva única sobre la vida. Frigg era una chica normal que resultó herida cuando el Operador 968 de la Torre de la Fantasía cometió el error que provocó el Cataclismo de Omnium. El Guía salvó a Frigg transformándola en la Comandante de los Ángeles de Clemeny. Aunque está completamente dedicada a los Herederos de Aida, su verdadera y secreta misión es investigar al Operador 968 y descubrir la verdad detrás del cataclismo.
Nan Yin
Seiyū: Kayo Ishida
Doblaje: Dani Chambers (inglés)
Nan Yin fue una vez la supervisora de Yuheng en Marshville y la anterior Lady Baihu. Ahora, es conocida como la traidora más notoria del Dominio 9. Antes de la Calamidad del Condado de Hendeca, realizó muchas investigaciones sobre la Oscuridad y trabajos de restauración ambiental e hizo una contribución notable a la lucha de Marshville contra la Oscuridad.
Bai Ling
Seiyū: Rina Hidaka
Doblaje: Xanthe Huynh (inglés)
Una muchacha que actualmente está al mando del Refugio HT201 en la zona sur de Banges.
Cocoritter
Seiyū: Akari Kitō
Doblaje: Lexi Fontaine (inglés)
Cocoritter es una hija de investigadores médicos de Hykros que posee el arte de curar. Su confianza incondicional en todos es a veces motivo de preocupación, pero existir con esa inocencia es su determinación de salvar a más personas con su talento curativo.
Echo
Seiyū: Rumi Ōkubo
Doblaje: Jeannie Tirado (inglés)
Echo es una chica aventurera cuyo objetivo es proteger el bien y purgar todo mal. Se desconoce su paradero actual.
Ene
Seiyū: Ami Koshimizu
Doblaje: Melissa Fahn (inglés)
Ene es un prototipo de androide de combate creado por Victoria de la Era de la Antigua Federación para muchas operaciones de seguridad y rescate. Actualmente está en el escuadrón Mooke liderado por Icarus en Innars.
Rubilia
Seiyū: Kotono Mitsuishi
Doblaje: Samantha Berman (inglés)
La Dra. Rubilia, exdirectora del Proyecto Listener, vuelve a participar en los estudios de las entidades del espacio gris, esta vez en forma de Abyssant. Muy poca gente sabe de esto debido a su estatus especial. El público en general todavía la recuerda como una investigadora excepcional y una científica prometedora.
Fiona
Seiyū: Manaka Iwami
Doblaje: Lindsay Sheppard (inglés)
Fiona es una mujer tranquila que se enfrenta a diversas situaciones y posee un excelente sentido del juicio, por lo que es capaz de idear estrategias lógicas para afrontar diversas crisis. Es muy seria durante los asuntos oficiales y mantiene un aire de elegancia real frente a los demás. Fiona también es una mujer de palabra. Por el contrario, parece amable y gentil cuando interactúa con los demás en privado y no lleva ni una pizca de arrogancia en sus huesos. Sin embargo, no revelará este lado en público.
Anka
Seiyū: Arisa Suzuki
Doblaje: Rachelle Heger (inglés)
Una joven alegre que sonríe todo el día y que va de un lado a otro de la ciudad haciendo todo tipo de trabajos para ganarse la vida. Anka es una chica de ingenio rápido e imaginativa que siempre está dispuesta a ponerse en acción en cuanto se le ocurre una idea, pero su tendencia a perderse en sus propias ensoñaciones a veces puede complicar hasta las tareas más sencillas.
Nola
Seiyū: Satoshi Muranaka
Doblaje: Tania Gunadi (inglés)
Una miembro de la banda de motociclistas conocida por su violencia que deambula por los barrios periféricos de la ciudad. Es despiadada pero silenciosa, y cuando hace un sonido, lo hace sentir como una bestia feroz con sus horribles colmillos, por lo que se ganó su apodo Fang.
Plotti
Seiyū: Ai Kakuma
Doblaje: Bryn Apprill (inglés)
Plotti es una perfeccionista obsesiva y planifica meticulosamente las cosas hasta el más mínimo detalle, hasta el punto de ser casi neurótica. El personal de élite al que Hykros dedica muchos recursos está bajo la atenta mirada de sus predecesores.
Yanuo
Seiyū: Mayuko Kazama
Doblaje: Ashley Biski (inglés)
Una Ejecutora gentil y de buen carácter que actúa sin la menor vacilación. Experta en infiltración y camuflaje, Yanuo se esfuerza por alcanzar la perfección en cada evaluación. Es una Ejecutora confiable de Hykros conocida como la "Perfeccionista del Distrito 9" entre sus pares.
Brevey
Seiyū: Ai Nonaka
Doblaje: Lisa Reimold (inglés)
Puede sonar a tontería infantil, pero esta joven de aspecto nerd e inquieta es en realidad una miembro principal con considerable autoridad en el Distrito 9 de Hykros, especializada en tecnología Omnium. Por mucho que a algunos les disguste admitirlo, es innegablemente una de las ingenieras tecnológicas líderes en Hykros en la actualidad.
Yan Miao
Seiyū: Kaori Maeda
Doblaje: Lizzie Freeman (inglés)
Una joven que asumió el puesto de supervisora del Departamento de Yuheng hace poco tiempo. Ha logrado logros excepcionales y únicos en la investigación de la Oscuridad. Bajo su liderazgo, el Departamento de Yuheng ha vuelto gradualmente a su estado anterior.
Asurada
Seiyū: Kengo Takanashi
Doblaje:
La figura de portada más joven del Business Weekly de Aesperia, el futuro heredero confirmado de la familia Todd, una élite empresarial que es el foco de atención de la comunidad empresarial. Está al mando de la influyente empresa de medios "Auth Inc." y de la aplicación social "ECHO" entre las 3 principales de la Federación, ganándose la confianza de muchos subordinados con su liderazgo decisivo y eficaz... Tales elogios nunca han dejado de resonar desde que Asurada se unió a Auth Inc.
Roslyn
Seiyū: Harumi Sakurai
Doblaje: Rachelle Heger (inglés)
Una nueva oficial especial de la Federación con un gran sentido de la responsabilidad. Roslyn aspira a ser una oficial modelo entusiasta, accesible y competente.
Meryl Ironheart
Seiyū: Yui Ishikawa
Doblaje: Kira Buckland (inglés)
Ejecutora principal de Hykros que se destacó en las misiones más peligrosas gracias a sus habilidades excepcionales en el combate y la lucha con espada. Mantiene su distancia de todos y oculta sus sentimientos para sí misma, pero eso no significa que no tenga emociones.
Gray Fox
Seiyū: Haruno An
Doblaje:
Una friki de la tecnología de rostro frío que tiende a ignorar a todo el mundo y solo habla en momentos críticos o cuando es absolutamente necesario responder.
Claudia Storm Eye
Seiyū: Daichiha
Doblaje:
Una distinguida agente federal y miembro de élite de la Unidad de Investigación de Seguridad Especial, ha sido instruida en las operaciones más clasificadas de la Federación, ganándose su lugar como una de las confidentes más confiables de Kyran.